# Список жінок-глав держав та урядів
Це список виборних, призначених та престолонаслідних жінок, які будь-коли обіймали посади глав держав (королеви, імператорки, цариці, президентки) та урядів (прем'єр-міністерки, віцепрезидентки, статські радниці) постійно чи тимчасово та незалежно від тривалості перебування на посаді.
В усіх патріархатних суспільствах з їхнім ієрархічним розподілом влади між чоловіками та жінками, з прадавніх часів і до здобуття суфражизмом та фемінізмом у XX столітті виборчого права для жінок, жінки мали дуже обмежений доступ до влади (так само, як і до релігійної еліти, високооплачуваної праці та освіти), тому очолювали держави та уряди як правлячі монархи вкрай рідко, радше, як виняток (див. Список правлячих королев), і найчастіше це відбувалось:
- у випадку неспроможності обіймати посаду чоловіка-монарха (смерть, хвороба (особливо психічна), воєнні походи, полон) або престолонаслідного сина (малолітність),| Частина серії                                                                                                                                                                                                                                                                                                                                                                                                                                                                                                                                                                                                                                                 |
| Жінки в суспільстві |
| Символ Венери |
| Суспільство |
| Мистецтво українські феміністські [en] Мистецтвознавство Феміністичний мистецький рух Сюрреалістки Архітектура Скульпторки [en] Фотографія хронологія Література Феміністична літературна критика Жіноче письмо Жіночий епос давньогрецькі поетеси українські письменниці Фантастика список Феміністична наукова фантастика Лесбійська література екофеміністки феміністські поетеси Коміксистки список [en] Жіноча література Премія Тіптрі Премія Кобилянської Жінки в кінематографі Жіноче кіно Тест Бекдел Феміністська теорія кіно Жінки в музиці Класика [en] Джаз Панк-рок [en] Жіночий гурт Бандуристка Жінки в хореографії Балет Мажоретка Чирлідинг |
| Релігія Богиня список Матріархальна релігія Матрилінійність Матрилокальність Біблія список Християнство Католицизм Мормонізм Opus Dei Індуїзм Іслам Юдаїзм Буддизм Сикхізм Віра Бахаї Вікка Жіночий монастир Черниця Ординація жінок Феміністична теологія Теалогія |
| За країнами |
| Портал Проєкт Стиль |
| п о р |
- тимчасово й на короткий час: у статусі регентки (правління замість монарха) чи Королеви-консорт (дружини монарха, зазвичай усунутої від функцій правління).
- власного спадкування жінками престолу (Suo jure).

Традиційні системи престолонаслідування за правом первородства теж усували жінок від влади:
- Патрилінійна (агнатична, салічна) система: жінки повністю виключені з права спадкування (діяла у Франції, Бельгії, Швеції, Італії, Данії, Пруссії. Протягом XX ст. скасована в усіх європейських монархіях, нині діє лише в Японії).
- Агнатично-конатична (напівсалічна, австрійська): жінки допускаються до спадкоємства лише за відсутності всіх нащадків-чоловіків династії (Австрія, Російська імперія, Греція, Баварія);
- Когнатична (кастильська, англійська): жінки усуваються від спадкування в межах однієї лінії, наприклад, молодший брат усуває старшу сестру, але дочка старшого брата виключає дядька (Велика Британія, Іспанія, Монако, раніше Португалія).
- Матрилінійна (утробна) прімогенітура, де з престолонаслідування виключені чоловіки, в Європі невідома.

Жінки, яким вдавалося отримати доступ до влади на довший термін та (або) впровадити за час свого правління якісні зміни, покращити суспільне життя, увіковічувалися в мистецтві (модерним прикладом якого є Поверх спадщини), міфологізувалися (як, наприклад, Дідона), оточувались припущеннями (наприклад, чутки про те, що Єлизавета І була чоловіком). Частина богинь та персонажок міфів, імовірно, колись була правительками.
Недостатня представленість жінок у владі призводить до гендерної нерівності та дискримінації, які проявляються у насильстві проти жінок, нерівній оплаті праці (та її неоплаті), поширенню проституції та порнографії, андроцентризму в мові[джерело?]. Поширення гендерних стереотипів у суспільстві (на кшталт «жінки в політиці гірші за чоловіків», «жінки — неефективні на лідерських позиціях») замикає коло та поглиблює утиск жінок.
Лише у XIX та XX століттях жінки в деяких країнах отримали змогу обиратися на владні посади вищих щаблів незалежно від стосунку до чоловіків на таких посадах (кровна чи шлюбна спорідненість), а за політичним резюме, і також на стандартні строки для цих посад (президентської, прем'єрської, генерал-губернаторської, капітан-регентської тощо), обіймати їх постійно та офіційно.
Першою жінкою-прем'єркою стала Сірімаво Бандаранаїке у Цейлоні, зайнявши посаду в 1960—1965, а потім в 1970—1977 та 1994—2000 роках.
Першою жінкою на президентській посаді стала Марія Естела Мартінес де Перон в Аргентині у 1974 (керувала країною по 1976 рік).
Перші леді, особливо сучасні, виконують багато зумовлених статусом обов'язків, хоча посада не є офіційною і платні за працю вони не отримують.
З метою збільшення жінок у владі для рівного представництва застосовуються, зокрема:
- міжнародні моніторинги гендерної (не)рівності, такі як Глобальний звіт про гендерний розрив чи Індекс гендерного розвитку, або загальні індекси якості життя, що зазвичай мають шкалу гендерної рівності в політиці (частка жінок у владі загалом та на керівних посадах зокрема).
- загальнодержавні гендерні політики (зокрема, гендерне квотування в політиці).
- міжнародні документи, такі як Конвенція про ліквідацію всіх форм дискримінації жінок, та організації, такі як ООН-Жінки.

Найбільших успіхів у жіночому представництві у владі досягнуто в Швеції, де становище жінок історично вирізнялось у кращий бік на тлі інших країн. Шведські політикині складають близько 50 % уряду, що збігається зі статевим розподілом у населенні. Перша несексистська система спадкоємства (рівна прімогенітура), коли престол спадкує старша дитина монарха незалежно від статі, також введена у Швеції, проте лише в 1980 році, після чого прийнята в Норвегії, Бельгії, Нідерландах і Данії.

## Древній світ (XXXIст. до н.е.— 500 рік н.е.)
За перші три тисячоліття історії людства збереглись відомості лише про найславетніших правительок, котрі перебували на чолі держав та історичних областей значний час, щоб залишити слід в історичних джерелах. Вирізняється Стародавній Єгипет, де за царювання Ні-нетьєр з 2-ї династії (2270—2649 до н. е.) «було прийнято рішення, що жінки можуть обіймати царські посади».
| Ч. ч. | Правителька                       | Портрет | Нар.                   | Пом.          | Країна          | Посада                                                              | Початок правління | Кінець правління | Тривалість правління    | Відомості / внесок |
| ----- | --------------------------------- | ------- | ---------------------- | ------------- | --------------- | ------------------------------------------------------------------- | ----------------- | ---------------- | ----------------------- | --- |
| 1     | Нейтхотеп                         |         | 2920 до н. е.          | 2770 до н. е. | Древній Єгипет  | Цариця, регентка Дьйо (можливо, племінника)                         |                   |                  |                         | 1 династія. Перша єгипетська цариця, задокументована в історії. Її ім'я відоме з предметів, знайдених в гробницях у Нагаде і в Абідосі. Похована у власній величезній усипальниці в Нагаді, в одному з найдавніших центрів Єгипту.                                                                                  |
| 2     | Мернейт                           |         | XXIX ст. до н. е.      |               | Древній Єгипет  | «Цариця-мати» (регентка) фараона Дена. Можливо, правила як фараонка |                   |                  |                         | 1 династія. Її ім'я в списку офіційних правителів Єгипту. Її царська усипальниця знаходиться в Абідосі, від неї залишилися дві стели, які служать підтвердженням того, що їй належить вся гробниця. |
| 3     | Хенткаус                          |         | XXV ст. до н. е.       |               | Древній Єгипет  | Цариця, можливо, правила як фараонка                                |                   |                  |                         | |
| 4     | Ку-Баба                           |         | поч. XXIV ст. до н. е. |               | Кіш (нині Ірак) | Цариця                                                              |                   |                  |                         | |
| 5     | Анхнесмеріра II                   |         | XXIII ст. до н. е.     |               | Древній Єгипет  | Цариця                                                              |                   |                  |                         | Правила як регентка при сині. |
| 6     | Нітокріс                          |         |                        |               | Древній Єгипет  | Фараонка                                                            | 2152 р. до н. е.  | 2150 р. до н. е. |                         | 6-та династія, Старе Царство. |
| 7     | Нефрусебек, остання з 12 династії |         |                        |               | Древній Єгипет  | Фараонка                                                            | 1798 р. до н. е.  | 1794 до н. е.    |                         | Першою мала всі царські титули: «Гор, Та, яка кохана Ра, Золотого сокола, Царя верхнього та нижнього Єгипту, дочка Ра Себекнефру та інших». Її ім'я як жінки-правительки внесено в усі списки основних царів. На колоні з червоного граніту її батько Аменемхет III вручає їй символ життя, схвалюючи її правління. |
| 8     | Яххотеп                           |         | XVI ст. до н. е.       |               | Древній Єгипет  | Цариця-правителька                                                  |                   |                  |                         | |
| 9     | Яхмос-Нефертарі                   |         | XVI ст. до н. е.       |               | Древній Єгипет  | Цариця                                                              |                   |                  |                         | Правила як регентка. |
| 10    | Хатшепсут, 18-а династія          |         | біля 1479 до н. е.     | 1458 до н. е. | Древній Єгипет  | Фараонка                                                            |                   |                  | 22 роки                 | Найуспішніша з фараонок Єгипту, правила 22 роки, привела країну до піку економічного процвітання, вивела архітектуру на новий рівень, відновила торгівельні відносини держави, проводила військові походи. Відомості про її правління знищено після її смерті пасинком та наступниками в боротьбі за владу.         |
| 11    | Мутемуйя                          |         | XIV ст. до н. е.       |               | Древній Єгипет  | Консортка                                                           |                   |                  |                         | Правила в якості регентки. |
| 12    | Таусерт, 19-та династія           |         |                        |               | Древній Єгипет  | Фараонка                                                            | 1188 до н. е.     | 1186 до н. е.    | 2 роки                  | Сетнахт, засновник наступної династії, експропріював її гробницю в Долині царів на свою користь. |
| 13    | Королева Гвендоліна               |         |                        |               | Британія        | Королева                                                            | 1105 до н. е.     | 1095 до н. е.    | 10 років                | Легендарна королева Британії |
| 14    | Нікавла, Цариця Савська           |         | X ст. до н. е.         |               | Шеба (Ефіопія)  | Цариця                                                              |                   |                  |                         | Легендарна правителька аравійського царства Саба (Шеба); |
| 15    | Королева Корделія                 |         |                        | 843 до н. е.  | Британія        |                                                                     | 850               | 843 до н. е.     | є відомості про 5 років | Легендарна королева Британії. Правила після смерті батька 5 років, до досягнення повноліття племінників Кунедага і Маргана, які зібрали військо та пішли проти неї. |

1. Шаммурамат (Семіраміда; правила біля 810—805 рр. до н. е.), цариця Асирії и Вавилону;
2. Гофолія — цариця Юдейського царства (842—836 до н. е.);
3. Дідона — легендарна засновниця Карфагену (кінець IX ст. до н. е.);
4. Забібе — цариця Кедару (біля 738—733 до н. е.);
5. Самсіл — царица Кедару (біля 733—710 до н. е.);
6. Іатіе — цариця Кедару (біля 710—690 до н. е.);
7. Тельхуну[en] — цариця Кедару (біля 690—678 до н. е.);
8. Табуа — цариця Кедару (біля 678—675 до н. е.);
9. Заріна — цариця саків (кінець VII — початок VI ст. до н. е.);
10. Томіріс — цариця саків-масагетів (570—520 до н. е.);
11. Артемісія I Карійська — цариця Карії (біля 480 до н. е.);
12. Артемісія III — цариця Карії (352—350 до н. е.);
13. Ада Карійська (377—326 до н. е.) — цариця Карії (344—340, 334—326 до н. е.);
14. Клеопатра Македонська (354—308 до н. е.) — цариця Епіру (331—324 до н. e.);
15. Еврідіка II Македонська — правителька Македонії (319—317 до н. е.);
16. Олімпіада Епірська (біля 375—316 до н. е.) — македонська цариця, керувала як регентка (317—316 до н. е.);
17. Барсіна (363—309 до н. е.) — правителька Пергаму (ок 327—323 до н. е.);
18. Марція[en] — легендарна  британська королева, правила як регентка (363—358 до н. е.);
19. Амастрида — правителька Гераклеї Понтійської (305—301 до н. е.);
20. Амага — цариця сарматів (кінець III — початок II ст. до н. е.);
21. Бартаре[de]— цариця Кушу (Мерое) (284—275 до н. е.);
22. Тевта— іллірійська цариця (230 до н. е. — 228 до н. е.);
23. Береніка II (267 чи 266—221 до н. е.) — єгипетська цариця, правителька  Єгипту (221 до н. е.);
24. Клеопатра I (204—176 до н. е.) — єгипетська цариця, правила в якості регентки (180—176 до н. е.);
25. Шанакдахете — цариця Кушу (Мерое) (177—155 до н. е.);
26. Клеопатра II (185—116 до н. е.) — єгипетська цариця, співправителька  Єгипту (171—142, 131—127, 124—116 до н. е.);
27. Клеопатра III (161—101 до н. е.) — єгипетська цариця, співправителька  Єгипту (142—131, 127—101 до н. е.);
28. Ніса — цариця Каппадокії, регентка при своєму сині Аріараті V (130—126 до н. е.);
29. Клеопатра Тея (біля 164—121 до н. е.) — правителька еліністичної держави Селевкідів, цариця Сирії (з 125 до н. е.);
30. Лаодіка VI — цариця Понту, правила як регентка від імені сина Мітрідата VI Евпатора (120—115 до н. е.);
31. Клеопатра IV (біля 138—112 до н. е) — єгипетська цариця, співправителька  Єгипту (115—112 до н. е.);
32. Агатоклея — греко-індійська цариця, правила регенткою сина Стратоса в північній Індії (біля 110—100 до н. е.);
33. Береніка III (120—80 до н. е.) — єгипетська цариця, правителька  Єгипту (101—88, 81—80 до н. е.);
34. Клеопатра V (95—69/68 чи 57 до н. е.) — єгипетська цариця, співправителька  Єгипту з Птолемеєм XII (з 79 до н. е.);
35. Береніка IV (77—55 до н. е.) — цариця  Єгипту з 58 року до н. е.;
36. Саломея Александра — цариця Юдеї (76—67 до н. е.);
37. Клеопатра VII (69—30 до н. е.), цариця  Древнього Єгипту (51—30 до н. е.);
38. Арсіноя IV (68—41 до н. е.) —  єгипетська цариця, суперниця Клеопатри VII в боротьбі за владу (48—47 до н. е.);
39. Анула — королева Шрі-Ланки (47—42 до н. е.);
40. Динаміс (67—14 до н. е.) — цариця Понту (44—14 до н. е.);
41. Муза Парфянська — цариця Парфії, співправителька сина Фраата V (2 до н. е. — 4 н. е.);
42. Піфодорида Понтійська (30 до н. е. — 38 н. е.) — цариця Понту (14—8 до н. е. разом з Полемоном I, 8 до н. е. — 38 н. е. самостійно);
43. Гіпепірія — цариця Понту разом з Мітрідатом III (38—41);
44. Ерато — цариця Вірменії (8—5 до н. е., 2 до н. е. — 2 н. е., 6—11 н. е.);
45. Аманішакете — цариця Кушу (Мерое) (12 до н. е. — 2 до н. е.);
46. Антонія Тріфена (10 до н. е. — 55 н. е.) — цариця Одриського царства, співправителька (18—38);
47. Сестри Чинг (Чак і Ні) (біля 12 — 43) — королеви В'єтнаму (39—43);
48. Єлена — цариця Адіабени (біля 30 — 58);
49. Сівалі — цариця Шрі-Ланки (35);
50. Шаквілат — цариця Набатейського царства, співправителька (40—70), правила як регентка (70—76);
51. Картімандуя — королева Бригантії (43—69);
52. Береніка (28—?) — юдейська цариця, сестра та співправителька Ірода Агріппи I (біля 48 — 65);
53. Агриппіна Молодша (15—59) — мати римського імператора Нерона, фактична правителька держави (54—56);
54. Боудіка — цариця іценів (60—61);
55. Аманіхаташан — цариця Кушу (Мерое) (62—85);
56. Денг Суї (81—121) — імператриця  Китаю, правила як регентка (після 105);
57. Сома — перша правителька королівства Бапном (Фунань) (кін. I ст.);
58. Ліанг На (116—150) — імператриця  Китаю, правила як регентка (144—150);
59. Улпан — еламська цариця, співправителька чоловіка Ородеса IV (140—160);
60. Гадані Вірменська[en] — грузинська цариця, регентка при онукові Фарасмані III (135—?);
61. Доу Мяо — імператриця  Китаю, правила як регентка при сині Лін-ді (династія Хань) (168—172);
62. Люй-хоу (?—180) — імператриця  Китаю з династії Хань;
63. Хіміко — правителька країни Яматай (173—248);
64. Тойо — правителька країни Яматай (250—266);
65. Юлія Домна (?—217) — імператриця Риму, керувала імперією під час воєнних походів чоловіка Септимія Севера (193—211);
66. Юлія Соемія (180—222) — правителька Римської імперії в період неповноліття сина Геліогабала (218—222);
67. Юлія Мамея (біля 180—235) — мати і співправителька імператора Александра Севера (222—235);
68. Юлія Меза (165—224) — бабуся імператорів Геліогабала і Александра Севера, правила від їх імені разом з їх матерями (218—224);
69. Дзінгу Кого (170—269) — імператриця  Японії (королева-консортка з 193, регентка 201—269):
70. Зенобія (240 — після 274) — правителька Пальмірського царства (267—272/3);
71. Ульпія Северина — імператриця Римської імперії, правила кілька місяців після смерті Авреліана (275) до обрання Марка Клавдія Тацита;
72. Лахідеамані (Lahideamani) — цариця Кушу (Мерое) (306—314);
73. Іш-Уне-Балам — правителька Тікалю (біля 317) (королева «Ягуар»);
74. Ю Венджун (297—328) — імператриця  Китаю (Південна Цзинь), регентка при сині Сима Яні (326—328);
75. Чу Суанзі (324—384) — імператриця  Китаю (Південна Цзинь), правила як регентка (343—357, 364—365, 373—376);
76. Ліу (318—349) — імператриця  Китаю (Пізня Чжао), правила як регентка при сині Ши Ши (349);
77. Мавія[en] — арабська королева-воїтелька південної Сирії (375—425);
78. Юстина (340—391) — імператриця Західної Римської імперії, регентка при сині Валентіані II (375—391);
79. Альбія Домініка — імператриця, керувала Східною римською імперією після смерті Валента до проголошення імператором Феодосія I (378—379);
80. Прабхаваті — правителька імперії (Північна Індія) як регентка по смерті чоловіка (385—405);
81. Пульхерія (399—453), дочка імператора Східної Римської імперії Аркадія, керувала як регентка при молодшому браті Феодосії II (414—421), в 450 році зробила імператором Маркіана, одружившись з ним;
82. Галла Плацидія (ок 388—450) — дружина імператора Західної Римської імперії Констанція III, керувала як регентка при сині Валентиніані III (425—437);
83. Фенг (442—490) —  китайська імператриця Північної Вей, керувала як регентка (471—490).

## Середні віки (500—1600 роки)
За 900 років Темної доби жінки очолювали держави та уряди більше разів, ніж за всю попередню історію людства, тобто близько 150 разів.
| Ч. ч. | Правителька              | Нар.     | Пом.      | Країна                        | Посада              | Початок правління | Кінець правління | Тривалість правління | Відомості / внесок |
| ----- | ------------------------ | -------- | --------- | ----------------------------- | ------------------- | ----------------- | ---------------- | -------------------- | --- |
| 1     | Аріадна                  | біля 457 | 515       | Східна Римська імперія        | Імператорка         |                   |                  |                      | Правила після смерті Зенона (491), обрала в чоловіки Анастасія I, зробивши його імператором. |
| 2     | Іш-Йокін                 | 511      | після 527 | Тікаль                        | Правителька         |                   |                  |                      | |
| 3     | Імператриця Ху           |          |           | Китай (Північна Вей)          | Правила як регентка | 515               | 520              | 5 років              | |
| 3     | Імператриця Ху           | 525      | 528       | Китай (Північна Вей)          | Правила як регентка | 3 роки            |                  |                      | |
| 4     | Амаласунта               | біля 495 | 535       | Королівство остготів          | Королева            | 526               | 534              | 8 років              | |
| 5     | Феодора                  | біля 500 | 548       | Візантія                      | Імператорка         |                   |                  |                      | Дружина і співправителька Юстиніана (527—548) |
| 6     | Елія Софія               | біля 530 | після 601 | Візантія                      | Імператорка         |                   |                  |                      | В часи недієздатності Юстина II через хворобу правила як регентка. |
| 7     | Камбуджа-рая Лакшмі      |          |           | Ченла (Камбоджа)              | Королева            | 575               | 580              | 5 років              | |
| 8     | Брунгільда Австразійська | біля 543 | 613       | Франкське королівство         | Королева, регентка  |                   |                  |                      | Дружина короля Австразії Сігіберта I, правила як регентка при сині Хільдеберті II (575—596), внуках: королі Австразії Теодеберті II (596—612) і королі Бургундії Теодоріху II (596—613) і правнучці Сігіберті II (613). |
| 9     | Іш-Йоль-Ік'наль          |          | 604       | Паленке (Баакульське царство) | Ахав (цариця)       | 583               | 604              |                      | |
| 10    | Фредегунда               | біля 545 | 597       | Франкське королівство         | Королева, регентка  |                   |                  |                      | Дружина короля Нейстрії Хільперіка I, правила як регентка при сині Хлотарі II (584—597) |

1. Теоделінда (померла в 628) — лангобардська королева, правила як регентка в при сині Аделоальді (616—625/626).
2. Імператриця Суйко (554—628) — перша імператриця Японії (593—628).
3. Ванда (княжна) — княгиня Кракова.
4. У Цзетянь (624—705) — імператриця  Китаю з династії У Чжоу (690—705).
5. Борандохт (правила в 629—630 рр.) — шахбану Ераншахра (Ірану).
6. Азармедохт (правила в 630—631 рр.) — шахбану Ераншахра (Ірану).
7. Сондок — королева Сілла (корейська держава) (632—647)
8. Нантильда[en] (біля 610—642) — королева франків, одружена з Дагобертом I. Правила як регентка за сина Хлодвіга II (639—642).
9. Мартіна (померла біля 641) — візантійська імператриця-консорт, одружена з Іраклієм I, правила як регентка при пасинку Костянтині III і сині Іраклії II (641).
10. Імператриця Коґьоку (594—661) — імператриця  Японії (642—645, 655—661) (під час другого правління носила титул імператриця Саймей).
11. Батільда[en] (біля 630—680) — королева франків, дружина Хлодвіга II, регентка при сині Хлотарі III (657—665).
12. Хімнехільда (Chimnechild) — королева франків, дружина Сігіберта III. Була формальною регенткою при сині Дагоберті II (656—661).
13. Лібуше — легендарна правителька Чехії (орієнтовно VIII століття).
14. Імператриця Дзіто (645—702) — імператриця  Японії (686—697).
15. Імператриця Ґеммей (661—721) — імператриця  Японії (707—715).
16. Сексбурга Кентська (пом. біля 699), королева-регентка при сині Егберті I (664—666), дружина короля Кента Ерконберта.
17. Сексбурга Вессекська — королева Вессексу, співправителька (672—674) і дружина Кенвала та регентка при сині Кенфусі (674).
18. Шима — королева Калінги (Індонезія), правила в якості регентки (674—675).
19. Ханум — правителька Бухари (674—710).
20. Теодрада — герцогиня Беневенто, дружина герцога Ромуальда I, правила як регентка при синах Гримоальді II і Гізульфі I (687—692).
21. Сіш-Скай — цариця Наранхо (682—741).
22. Дакія аль-Кахіна — цариця Берберсько-юдейського князівства в північній Африці (694—703).
23. Джаядеві — королева Ченли, правила після смерті чоловіка Джаявармана I (біля 680—713).
24. Плектруда[en] (? — 717), правила після смерті чоловіка, франкського мажордома Піпіна Герістальського як опікунка внука Теодоальда і короля Дагоберта III (714—715).
25. Імператриця Генсьо (683—748) — імператриця  Японії (715—724).
26. Теджакенкана — правителька Сунди (Індонезія) (723).
27. Парсбіт — правителька Хазарії в 730/731 році.
28. Імператриця Кокен (також відома як імператриця Шотоку) (718—770) — дворазова імператриця  Японії (749—758, 764—770).
29. Хільтруда — герцогиня Баварії, дружина герцога Оділона, правила як регентка при сині Тассілоні III (748—754).
30. Скауніперга (Skauniperga) — герцогиня Беневенто, дружина Гізульфа II, правила як регентка при сині Ліутпранді (749—758).
31. Джамадеві — перша правителька королівства Харіпунджая (Таїланд) (біля 750).
32. Ірина (біля 752—803).
33. Вероніка Мудра — візантійська імператриця-регентка.
34. Кенза — дружина Ідриса I, засновника держави Ідрисидів, правила як регентка при сині Ідрисі II (791—?).
35. Феодора (815—867) — візантійська імператриця, дружина Феофіла, регентка (842—856) при сині Михаїлі III.
36. Шіхікеніцін — цариця Тольтеків (829—883)[2].
37. Іштакальцін — цариця Тольтеків (883—885)[2].
38. Чінсон — королева Сілли (887—897).
39. Етельфледа Мерсійська — королева, а потому графиня Мерсії, котрою правила після смерті чоловіка Етельреда II (911—918).
40. Ельфвіна — правителька Мерсії (918).
41. Зоя Карбонопсина — візантійська імператриця, дружина Льва VI, правила як регентка при сині Костянтині VIII (914—919).
42. Берта Лотарингська[en] (пом. 925) — маркграфиня Тоскани, графиня Лукки, дружина Адальберта II, правила регенткою при сині Гвідо (915—916).
43. Людмила Чеська (біля 860—921) — княгиня Чехії, дружина Боривоя I, регентка при внукові Вацлаві (921).
44. Драгомира (877 чи 890—після 934) — княгиня Чехії, дружина Вратислава I, регентка при сині Вацлаві (921—922).
45. Андрегота Галіндес (біля 900—972) — графиня Арагону (922—943).
46. Ліутгарда Люксембурзька[en] (965 чи 970—1005) — графиня и регентка Західної Фрисландії.
47. Княгиня Ольга (?—969) — княгиня Київської Русі, правила як регентка при сині Святославі (945 — біля 960).
48. Шрі Ішана Тунггавіджайя — правителька Матарам (біля 947—960).
49. Хімена Фернандес[es]— королева Наварри, дружина Гарсії II Санчеса, правила в регентській раді при сині Санчо III (біля 985).
50. Зоя Порфірогенета (Багрянородна) (978—1050), імператриця Візантії (1042, сумісно с сестрою Феодорою).
51. Дідда — правителька Кашміру (980—1003).
52. Феодора (984—1056, свята імператриця) — імператриця Візантії (1042 (сумісно з сестрою Зоєю), 1055—1056).
53. Анна Київська (Ярославна) (біля 1025/1032/1036-1075/1089) — королева-консортка та регентка  Франції.
54. Тереза Леонська (1080—1130) — графиня  Португалії.
55. Уррака Леонська (1081—1126) — імператриця всієї  Іспанії; королева Леона, Кастилії і Галісії (з 1109).
56. Мелісенда Єрусалимська (біля 1101—1161) — королева Єрусалиму (1131—1153).
57. Матильда (1102—1167) — королева Англії (8 квітня 1141 — 7 грудня 1141).
58. Аделаїда Шампанська (1140—1206) — королева-консортка і регентка  Франції.
59. Стефанія де Міллі[en] (1145/1155-1197) — леді Трансіорданії.
60. Тамара Велика (1165—1209/1213), цариця Грузії з 1184 року.
61. Ізабелла Єрусалимська (1172—1205) — королева Єрусалиму (1192—1205), королева  Кіпру (1198—1205).
62. Іоланда де Ено (1175—1219) — імператриця Латинської імперії (1217—1219).
63. Беренгарія (1180—1246) — королева Кастилії (1217), королева-консортка Леону.
64. Аліса Вірменська (1182—1234) — леді Торону, леді Трансйорданії.
65. Бланка Кастильська (1188—1252) — королева-консортка й регентка  Франції.
66. Марія Єрусалимська (1192—1212) — королева Єрусалиму (1205—1212).
67. Іоланта Єрусалимська (Ізабелла II Єрусалимська) (1211—1228) — королева Єрусалиму (с 1212), імператриця-консорт Священної Римської імперії, королева-консорт Сицилії.
68. Русудан (1194—1245) — цариця Грузії з 1223 р.
69. Марія Антиохійська (1215—1257) — леді Торону.
70. Шаджар ед Дурр (?—1257) — султанка  Єгипту в 1250 р.
71. Жанна де Даммартен (1220—1279) — графиня Омаля, графиня Понтьє.
72. Разія-султан — правителька Делійського султанату (1236—1240).
73. Дорегене (?-1246) — хатун Монгольської імперії, регентствувала в період міжцарствиці (1242—1246).
74. Теодора Трапезундська (Феодора Велика Комніна) (до 1253—після 1285) — Трапезундська імператриця (1284—1285).
75. Іоанна I (1271—1305) — королева Наварри, графиня Шампані, королева-консортка  Франції.
76. Катерина І де Куртене (1274—1307) — імператриця Латинської імперії (з 1283).
77. Маргарет І (Норвезька Діва) (1283—1290) — королева Шотландії з 1286 р.
78. Іоанна II (пфальцграфиня Бургундії) (1292—1330) — королева-консорт  Франції і Наварри, графиня Артуа, пфальц-графиня Бургундії.
79. Іоанна Бургундська (1293—1348) — королева-консорт і регентка  Франції.
80. Ізабелла Французька (1295—1358) — королева-консорт і регентка Англії.
81. Катерина II Валуа (1303—1346) — імператриця Латинської імперії (з 1307).
82. Жанна II Французька (1308—1347) — герцогиня-консортка Бургундії, графиня Бургундська і Артуа.
83. Іоанна II (королева Наварри) (1312—1349) — королева Наварри, графиня Шампані і Брі.
84. Джованна I (1328—1382) — королева Неаполя.
85. Леонора Теліш де Мінезіш (1350—1386) — королева-консорт і регентка  Португалії.
86. Маргарита I Данська (1353—1412) — королева Данії (1387—1396), королева Норвегії (1387—1389), королева Швеції (1389—1396).
87. Єлена Груба (?-1398(?)) — королева Боснії.
88. Марія Сицилійська (1363—1401) — королева Сицилії (1377—1401), герцогиня Афінська.
89. Ізабелла Баварська (1371—1435), королева-консорт  Франції (1385—1422). З 1402 періодично керувала країною в зв'язку з психічною хворобою чоловіка Карла VI Божевільного.
90. Ядвіга Анжуйська (1373—1399) — королева Польщі (з 1384).
91. Марія Анжуйська (1371—1395) — королева Угорщини (з 1382).
92. Беатриса Португальська (1372—1410) — королева  Португалії, королева-консортка  Іспанії.
93. Клара Зорці[en] (?-1455) — герцогиня Афінська, регентка Афінського герцогства (1351—1354).
94. Бланка I (1387—1441) — королева Наварри, герцогиня Немурська, королева-консортка Сицилії.
95. Єлизавета фон Гьорліц (1390 −1451) — герцогиня  Люксембургу (1411—1443).
96. Елеонора Неаполітанська[en] (1402—1445) — королева-консорт і регентка Португалії.
97. Бланка II Наваррська (1424—1464) — титулярна королева Наварри.
98. Сухіта[en] — королева Маджапагіту (1429—1447).
99. Ізабелла I (1451—1504) — королева Кастилії і Леону (з 1474).
100. Шарлотта (1444—1487) — королева  Кіпру (1458—1460)
101. Катерина Корнаро (1454—1510) — королева  Кіпру (1474—1489).
102. Хуана Бельтранеха (1462—1530) — королева Кастилії і Леону. Претензії на трон (1475—1530).
103. Хуана I Божевільна (1462—1555) — королева Кастилії і Леону (з 1504), королева Арагону (з 1516).
104. Маргарита Тюдор (1489—1541) — королева-консорт і регентка Шотландії.
105. Клод Французька (1499—1524) — герцогиня Бретані, королева-консорт  Франції.
106. Анна фон Штольберг-Вернігероде[en] (1504—1574) — володарка рідкісного в європейській історії титулу «княгиня-єпископ», керувала Кведлінбурзьким абатством с 12-літнього віку.
107. Олена Василівна Глинська (біля 1508—1538) — велика княгиня московська, правителька Великого князівства Московського (1533—1538).
108. Марія де Гіз (1515—1560) — королева-консорт і регентка Шотландії.
109. Катерина Медічі (1519—1589) — королева-консорт і регентка  Франції.
110. Леді Джейн Грей (1537—1554) — королева Англії (1553).
111. Марія I Тюдор (1516—1558) — королева Англії (з 1553).
112. Іоанна III (1528—1572) — королева Наварри, графиня Фуа.
113. Марія Іспанська (1528—1603) — регентка  Іспанії.
114. Єлизавета I (1533—1603) — англійська королева з 1558 року.
115. Хуана Австрійська (1535—1573) — регентка  Іспанії.
116. Марія I Стюарт (1542—1587) — королева Шотландії (1542—1567), королева-консорт  Франції (1559—1560).
117. Сююмбіке — правителька Казанського ханства (1549—1551).
118. Ірина Годунова (1557—1603) — цариця всія Русі.
119. Катерина де Бурбон (1559—1604) — княгиня Андорри, віконтесса Беарну.
120. Марія Медічі (1575—1642) — королева-консорт і регентка  Франції.
121. Зінга Мбанді Нгола (1582—1663) — правителька Анголи (з 1623/1624).

## Новий час (з 1600 по ХХ століття)
За два століття Нової історії було близько 50 правительок держав та урядів. У таблиці перелічені політикині, що вступили на посаду з 1600 по 1899 роки і очолювали держави (Д) та уряди (У). Сортування за датою народження.
| Ч. ч. | Правителька                               | Нар. | Пом. | Країна                                               | Посада                                     | Початок правління | Кінець правління | Тривалість правління | Відомості / внесок |
| ----- | ----------------------------------------- | ---- | ---- | ---------------------------------------------------- | ------------------------------------------ | ----------------- | ---------------- | -------------------- | --- |
| 1     | Анна Австрійська                          | 1601 | 1666 | Франція                                              | Королева-консорт і регентка                |                   |                  |                      | |
| 2     | Імператорка Мейсьо                        | 1624 | 1696 | Японія                                               | імператриця                                | 1629              | 1643             |                      | |
| 3     | Христина I                                | 1634 | 1696 | Швеції, готів і вендів                               | королева                                   | 1644              | 1654             |                      | |
| 4     | Маріанна Австрійська                      | 1634 | 1694 | Іспанія                                              | Королева-консорт і регентка                | 1665              | 1678             |                      | |
| 5     | Сафійят ад-дін Тадж аль-Алам              |      |      | Ачех                                                 |                                            | 1641              | 1675             |                      | |
| 6     | Накійят ад-дін Нур аль-Алам               |      |      | Ачех                                                 |                                            | 1675              | 1678             |                      | |
| 7     | Закійят ад-дін Инайят-шах                 |      |      | Ачех                                                 |                                            | 1678              | 1688             |                      | |
| 8     | Фатіма-Султан                             |      |      | Касиовське ханство                                   |                                            | 1679              | 1681             |                      | остання правителька |
| 9     | Зінат ад-дін Камалат-шах                  |      |      | Ачех                                                 |                                            | 1688              | 1699             |                      | |
| 10    | Софія Олексіївна                          | 1657 | 1704 | Російське царство                                    | регентка                                   | 1682              | 1689             |                      | |
| 11    | Марія II (королева Англії)                | 1663 | 1694 | Англія і Шотландія                                   | королева                                   | 1689              | 1694             |                      | |
| 12    | Анна Стюарт                               | 1665 | 1714 | Англія і Шотландія                                   | королева                                   | 1702              | 1714             |                      | Перша королева Великої Британії |
| 13    | Ульріка Елеонора                          | 1688 | 1741 | Швеція                                               | королева                                   | 1718              | 1720             |                      | |
| 14    | Катерина I                                | 1684 | 1727 | Московське царство, Росія                            |                                            | 1712              | 1727             |                      | остання московська цариця, перша імператриця Росії |
| 15    | Анна Іванівна                             | 1693 | 1740 | Росія                                                | імператорка                                | 1730              | 1740             |                      | |
| 16    | Луїза-Іполіта                             | 1697 | 1731 | Монако                                               | княгиня                                    | 1731              | 1731             | майже рік            | княгиня Монако, одна з двох жінок, що там правили |
| 17    | Анна Ганноверська                         | 1709 | 1759 | Нідерланди                                           | Штатгальтер                                | 1751              | 1759             |                      | |
| 18    | Марія Терезія                             | 1717 | 1780 | Священна Римська імперія                             | імператорка                                |                   |                  |                      | ерцгерцогиня Австрії, королева Угорщини, королева Богемії (1740—1780) та імператриця-консортка Священної Римської імперії, королева Хорватії і Славонії, герцогиня Парми, герцогиня Мілану, герцогиня Люксембургу. |
| 19    | Анна Леопольдівна                         | 1718 | 1746 | Росія                                                |                                            | 1740              | 1741             |                      | |
| 20    | Єлизавета Петрівна                        | 1709 | 1761 | Росія                                                | імператорка                                | 1741              |                  |                      | |
| 21    | Катерина II                               | 1729 | 1796 | Росія                                                | імператорка                                | 1762              |                  |                      | |
| 22    | Го-Сакураматі                             | 1740 | 1813 | Японія                                               | імператорка                                |                   |                  |                      | |
| 23    | Марія I                                   | 1734 | 1816 | Португалія                                           | королева                                   |                   |                  |                      | |
| 23    | Марія I                                   | 1734 | 1816 | Сполучене королівство Португалії, Бразилії й Алгарве | королева                                   | 1715              |                  |                      | |
| 24    | Каахуману I                               | 1768 | 1832 | Гавайське королівство                                | регентка, кухіна-нуї                       |                   |                  |                      | |
| 25    | Еліза Бонапарт                            | 1777 | 1820 |                                                      |                                            |                   |                  |                      | велика герцогиня Тосканська, княгиня Пйомбіно, Лукки, Масси, Каррари і Гарньяно |
| 26    | Поліна Бонапарт                           | 1780 | 1825 | Гуасталла                                            | герцогиня                                  |                   |                  |                      | |
| 27    | Марія-Луїза Іспанська                     | 1782 | 1824 |                                                      |                                            |                   |                  |                      | герцогиня Лукки, королева-консорт Етрурії |
| 28    | Ранавалуна I                              | 1788 | 1861 | Імерина                                              | королева                                   |                   |                  |                      | |
| 29    | Марія-Луїза Австрійська (герцогиня Парми) | 1791 | 1847 | Франція                                              | імператриця-консорт                        |                   |                  |                      | |
| 30    | Каахуману ІІІ                             | 1794 | 1845 | Гаваї                                                | кухіна-нуї                                 |                   |                  |                      | |
| 31    | Каахуману ІІ                              | 1805 | 1839 | Гаваї                                                | регентка і кухіна-нуї                      |                   |                  |                      | |
| 32    | Марія Христина Бурбон-Сицилійська         | 1806 | 1878 | Іспанія                                              | королева-консорт і регентка                |                   |                  |                      | |
| 33    | Катерина Олександрівна Чавчавадзе         | 1812 | 1882 | Мегрелія                                             |                                            |                   |                  |                      | |
| 34    | Помаре IV                                 | 1813 | 1877 | Таїті                                                | Д: королева                                | 1827              |                  |                      | |
| 35    | Расугеріна                                | 1814 | 1868 | Імерина                                              | Д: королева                                |                   |                  |                      | |
| 36    | Марія II                                  | 1819 | 1853 | Португалія                                           | Д: королева                                | 1828, 1834        |                  |                      | |
| 37    | Ранавалуна II                             | 1829 | 1883 | Імерина                                              | Д: королева                                |                   |                  |                      | |
| 38    | Каахуману IV                              | 1838 | 1866 | Гаваї                                                | кухіна-нуї                                 |                   |                  |                      | |
| 39    | Вікторія                                  | 1819 | 1901 | Велика Британія                                      | Д: королева                                | 1837              | 1901             | 64 роки              | |
| 40    | Євгенія де Монтіхо                        | 1826 | 1920 | Франція                                              | імператорка-консорт та регентка            | 1853              | 1871             | 18 років             | |
| 41    | Ізабелла II                               | 1830 | 1904 | Іспанія                                              | Д: королева                                | 1833              | 1868             | 36 років             | |
| 42    | Цисі (верховна імператриця Китаю)         | 1835 | 1908 | Маньчжурія, Китай                                    | Д: імператорка, фактична правителька Китаю | 1861              | 1908             | 47 років             | |
| 43    | Ліліуокалані                              | 1838 | 1917 | Гаваї                                                | Д: королева (остання)                      | 1891              | 1893             | 2 роки               | письменниця, авторка гавайського гімну Алоха Ое |
| 44    | Ольга Костянтинівна                       | 1851 | 1926 | Греція                                               | Д: королева-консорт                        | 1867              | 1913             | 44 роки              | |
| 44    | Ольга Костянтинівна                       | 1851 | 1926 | Греція                                               | регентка                                   | 17.11.1920        | 19.12.1920       | 1 місяць             | |
| 45    | Лаура Тереза I                            | 1856 | 1916 | Арауканія і Патагонія.                               | Д: королева                                |                   |                  |                      | |
| 46    | Марія Крістіна Австрійська                | 1858 | 1929 | Іспанія                                              | Д: королева-консорт і регентка             | 1879              | 1902             | 3 роки               | |
| 47    | Ранавалуна III                            | 1861 | 1917 | Імерина                                              | Д: королева                                | 1883              | 1896             | 13 років             | |

## Сучасна історія: XX—XXI століття
У ХХ столітті жінки майже всіх країн здобули право обирати та бути обраними і почали обіймати виборні посади глав держав та урядів: президентську, прем'єрську та аналогічні, шляхом самостійної політичної діяльності, без статусу «тимчасовості» та на стандартні строки. За 120 років з початку ХХ століття держави та уряди встигли очолити близько 130 жінок більше 145 разів, тобто стільки ж жінок, як за 1600 років Середньовіччя, та більше, ніж за 3000 років древньої доби.
У 1980 році прийнято шведську систему престолонаслідування: трон спадкує найстарша дитина династії незалежно від статі.
Таблиця нижче включає відомості про політикинь, що очолюють держави та уряди, відсортовані за роком призначення на посаду, починаючи з 1900-го року. Жирним шрифтом виділені діючі очільниці держав та урядів. «Д» — глава держави, «У» — глава уряду, «Д+У» — глава держави і уряду (сполучена посада).
| Ч. ч. | Правителька                             | Зобр.                   | Нар. | Пом. | Країна                                          | Посада                                     | Початок правління    | Кінець правління    | Тривалість правління        | Відомості / внесок |
| ----- | --------------------------------------- | ----------------------- | ---- | ---- | ----------------------------------------------- | ------------------------------------------ | -------------------- | ------------------- | --------------------------- | --- |
| 1     | Луньюй                                  |                         | 1868 | 1913 | Китай                                           | Д: імператорка (регентура)                 | 1908                 | 1912                | 3 роки                      | Остання імператриця Китаю: завершила правління династії Цин, підписавши зречення престолу в 1911 (перехід до Китайської Республіки). |
| 2     | Марія Аделаїда                          |                         | 1894 | 1924 | Люксембург                                      | Д: велика герцогиня                        | 18 червня 1912       | 14 січня 1919       | 6 років, 210 днів           | Чітко окреслила права корони, особисто формувала уряд (5 розпусків), що викликало спротив. Передала трон сестрі Шарлотті.            |
| 3     | Завдіту І                               |                         | 1876 | 1930 | Ефіопія                                         | Д: імператорка                             | 27 вересня 1916      | 02 квітня 1930      | 14 років                    | Боролась на чолі староефіопів за консервативний лад. Співправила з меншими правами з регентом Селассіє через сексизм.                |
| 4     | Шарлотта (велика герцогиня Люксембургу) |                         | 1896 | 1985 | Люксембург                                      | Д: велика герцогиня                        | 1919                 | 1945                | 45 років (сумарно)          | |
| 4     | Шарлотта (велика герцогиня Люксембургу) | 1945                    | 1896 | 1985 | Люксембург                                      | Д: велика герцогиня                        | 1964                 |                     | 45 років (сумарно)          | |
| 5     | Маріанджела                             |                         | 1897 | 1934 | Таволара (нині Італія)                          | Д: королева (регентура)                    | 1928                 | 1934                | 6 років                     | |
| 6     | Салоте Тупоу ІІІ                        |                         | 1900 | 1965 | Тонга                                           | Д: королева                                | 1918                 | 1965                | 47 років                    | |
| 7     | Вільгельміна (королева Нідерландів)     |                         | 1880 | 1962 | Нідерланди                                      | Д: королева                                | 1890                 | 1948                | 58 років                    | |
| 8     | Хертек Анчімаа-Тока                     |                         | 1912 | 2008 | Тувинська Народна Республіка (нині Тува, Росія) | Д: голова малого Хуралу                    | 1940                 | 1944                | 4 роки                      | Перша жінка у світі на виборній посаді глави держави                                                                                 |
| 9     | Юліана                                  |                         | 1909 | 2004 | Нідерланди                                      | Д: королева                                | 1948                 | 1980                | 32 роки                     | |
| 10    | Єлизавета II                            |                         | 1926 | 2022 | Велика Британія                                 | Д: королева                                | 06.02.1952           | 08.09.2022          | 70 років                    | |
| 11    | Сірімаво Бандаранаїке                   |                         | 1916 | 2000 | Цейлон (Шрі-Ланка)                              | У: прем'єрка                               | 1960                 | 1965                | 18 років (сумарно)          | перша жінка на міністерській посаді.                                                                                                 |
| 11    | Сірімаво Бандаранаїке                   | 1970                    | 1916 | 2000 | Цейлон (Шрі-Ланка)                              | У: прем'єрка                               | 1977                 |                     | 18 років (сумарно)          | перша жінка на міністерській посаді.                                                                                                 |
| 11    | Сірімаво Бандаранаїке                   | 1994                    | 1916 | 2000 | Цейлон (Шрі-Ланка)                              | У: прем'єрка                               | 2000                 |                     | 18 років (сумарно)          | перша жінка на міністерській посаді.                                                                                                 |
| 12    | Індіра Ганді                            |                         | 1917 | 1984 | Індія                                           | У: прем'єр-міністр                         | 1966                 | 1977                | 15 років (сумарно)          | |
| 12    | Індіра Ганді                            | 1980                    | 1917 | 1984 | Індія                                           | У: прем'єр-міністр                         | 1984                 |                     | 15 років (сумарно)          | |
| 13    | Сун Цінлін                              |                         | 1892 | 1981 | КНР                                             | в. о. глави держави                        | 1968                 | 1972                | 4 роки                      | |
| 14    | Голда Меїр                              |                         | 1898 | 1978 | Ізраїль                                         | У: прем'єр-міністр                         | 1969                 | 1974                | 5 років                     | |
| 15    | Маргрете II                             |                         | 1940 | -    | Данія                                           | Д: королева                                | 15.01.1972           | 14.01.2024          | 52 роки                     | |
| 16    | Марія Естела Мартінес де Перон          |                         | 1931 | -    | Аргентина                                       | Д: президент                               | 1974                 | 1976                | 2 роки                      | Перша жінка на президентській посаді                                                                                                 |
| 17    | Елізабет Домітьєн                       |                         | 1925 | 2005 | Центральноафриканська Республіка                | У: прем'єр-міністр                         | 1975                 | 1976                | 1 рік                       | |
| 18    | Маргарет Тетчер                         |                         | 1925 | 2013 | Велика Британія                                 | У: прем'єр-міністр                         | 1979                 | 1990                | 11 років                    | |
| 19    | Марія ді Лурдеш Пінтасілгу              |                         | 1930 | 2004 | Португалія                                      | У: прем'єр-міністр                         | 1979                 | 1979                | менше року                  | |
| 20    | Лідія Гейлер Техада                     |                         | 1921 | 2011 | Болівія                                         | в. о. президента                           | 1979                 | 1980                | 1 рік чи менше              | |
| 21    | Беатрікс                                |                         | 1938 | -    | Нідерланди                                      | Д: королева                                | 1980                 | 2013                | 33 роки                     | |
| 22    | Вігдіс Фіннбогадоттір                   |                         | 1930 | -    | Ісландія                                        | Д: президент                               | 1980                 | 1992                | 2 роки                      | |
| 23    | Юджинія Чарлз                           |                         | 1919 | 2005 | Домініка                                        | У: прем'єр-міністр                         | 1980                 | 1995                | 15 років                    | |
| 24    | Ґру Гарлем Брунтланн                    |                         | 1939 | -    | Норвегія                                        | У: прем'єр-міністр                         | 1981                 | 1981                |                             | |
| 24    | Ґру Гарлем Брунтланн                    | 1986                    | 1939 | -    | Норвегія                                        | У: прем'єр-міністр                         | 1989                 |                     |                             | |
| 24    | Ґру Гарлем Брунтланн                    | 1990                    | 1939 | -    | Норвегія                                        | У: прем'єр-міністр                         | 1996                 |                     |                             | |
| 25    | Ельміра Мініта Гордон                   |                         |      |      | Беліз                                           | генерал-губернаторка                       | 1981                 | 1993                | 12 років                    | |
| 26    | Агата Барбара                           |                         | 1923 | 2002 | Мальта                                          | Д: президент                               | 1982                 | 1987                | 5 років                     | |
| 27    | Мілка Планінц                           |                         | 1924 | 2010 | Югославія                                       | У: прем'єр-міністр                         | 1982                 | 1986                | 4 роки                      | |
| 28    | Жанна Матільда Сове                     |                         | 1922 | 1993 | Канада                                          | генерал-губернаторка                       | 1984                 | 1990                | 6 років                     | |
| 29    | Кармен Перейра                          |                         | 1937 | 2016 | Гвінея-Бісау                                    | Д: президент (тимчасова)                   | 1984                 | 1984                | до року                     | |
| 30    | Корасон Акіно                           |                         | 1933 | 2009 | Філіппіни                                       | Д: президент                               | 1986                 | 1992                | 6 років                     | |
| 31    | Беназір Бхутто                          |                         | 1953 | 2007 | Пакистан                                        | У: прем'єр-міністр                         | 1988                 | 1990                | 5 років (сумарно)           | |
| 31    | Беназір Бхутто                          | 1993                    | 1953 | 2007 | Пакистан                                        | У: прем'єр-міністр                         | 1996                 |                     | 5 років (сумарно)           | |
| 32    | Кетрін Анна Тізард-Маклін               |                         | 1931 | -    | Нова Зеландія                                   | генерал-губернаторка                       | 1990                 | 1996                | 6 років                     | |
| 33    | Ніта Берроу                             |                         | 1916 | 1995 | Барбадос                                        | генерал-губернаторка                       | 1990                 | 1995                | 5 років                     | |
| 34    | Те Атаірангікааху                       |                         | 1931 | 2008 | Маорі                                           | Д: королева                                |                      |                     |                             | |
| 35    | Сабіна Бергман-Поль                     |                         | 1946 | -    | НДР                                             | голова Держради                            | 1990                 | 1990                | до року                     | |
| 36    | Казимира Дануте Прунскене               |                         | 1943 | -    | Литва                                           | У: прем'єр-міністр                         | 1990                 | 1991                | 1 рік                       | |
| 37    | Ерта Паскаль Труійо                     |                         | 1943 | -    | Гаїті                                           | Д: президент                               | 1990                 | 1991                | 11 місяців                  | |
| 38    | Віолетта Торрес де Чаморро              |                         | 1929 | -    | Нікарагуа                                       | Д: президент                               | 1990                 | 1997                | 7 років                     | |
| 39    | Мері Робінсон                           |                         | 1944 | -    | Ірландія                                        | Д: президент                               | 1990                 | 1997                | 6 років                     | |
| 40    | Халеда Зія Рахман                       |                         | 1945 | -    | Бангладеш                                       | У: прем'єр-міністр                         | 1991                 | 1996                | 6 років (сумарно)           | |
| 40    | Халеда Зія Рахман                       | 2001                    | 1945 | -    | Бангладеш                                       | У: прем'єр-міністр                         | 2006                 |                     | 6 років (сумарно)           | |
| 41    | Едіт Крессон                            |                         | 1934 | -    | Франція                                         | У: прем'єр-міністр                         | 1991                 | 1992                | 1 рік                       | |
| 42    | Ганна Сухоцька                          |                         | 1946 | -    | Польща                                          | У: прем'єр-міністр                         | 1992                 | 1993                | 1 рік                       | |
| 43    | Кім Кемпбелл                            |                         | 1947 | -    | Канада                                          | У: прем'єр-міністр                         | червень 1993         | листопад 1993       | півроку                     | |
| 44    | Агата Увілінгіїмана                     |                         | 1953 | 1994 | Руанда                                          | У: прем'єр-міністр                         | 1993                 | 1994                | 1 рік                       | |
| 45    | Сильві Кінігі                           |                         | 1952 |      | Бурунді                                         | У: прем'єр-міністр                         | 10 липня 1993        | лютого 1994         | 7 місяців                   | |
| 46    | Тансу Чілер                             |                         | 1947 | -    | Туреччина                                       | У: прем'єр-міністр                         | 1993                 | 1996                | 3 роки                      | |
| 47    | Чандріка Кумаратунга                    |                         | 1945 | -    | Шрі-Ланка                                       | Д: президент                               | 1994                 | 2005                | 9 років                     | |
| 48    | Клодетт Верле                           |                         | 1946 | -    | Гаїті                                           | У: прем'єр-міністр                         | 1995                 | 1996                | 1 рік                       | |
| 49    | Хасіна Авамі Вазед                      |                         | 1947 | -    | Бангладеш                                       | У: прем'єр-міністр                         | 1996                 | 2001                |                             | |
| 49    | Хасіна Авамі Вазед                      | 06.01.2009              | 1947 | -    | Бангладеш                                       | У: прем'єр-міністр                         | нині                 |                     |                             | |
| 50    | Джанет Джаган                           |                         | 1920 | 2009 | Гаяна                                           | Д: президент                               | 1997                 | 1999                | 2 роки                      | |
| 51    | Дженні Шиплі                            |                         | 1952 | -    | Нова Зеландія                                   | У: прем'єр-міністр                         | 1997                 | 1999                | 2 роки                      | |
| 52    | Мері Макеліс                            |                         | 1951 | -    | Ірландія                                        | Д: президент                               | 1997                 | 2011                | 14 років                    | |
| 53    | Калліопа Перлетт Луїзі                  |                         | 1947 | -    | Сент-Люсія                                      | генерал-губернаторка                       | 1997                 | 2017                | 19 років                    | |
| 54    | Рут Дрейфус                             |                         | 1940 | -    | Швейцарія                                       | федеральна президент                       | 1999                 | 2000                | 1 рік                       | |
| 55    | Мірейя Москосо                          |                         | 1946 | -    | Панама                                          | Д: президент                               | 1999                 | 2004                | 5 років                     | |
| 56    | Адрієн Кларксон                         |                         | 1939 | -    | Канада                                          | генерал-губернаторка                       | 1999                 | 2005                | 6 років                     | |
| 57    | Гелен Елізабет Кларк                    |                         | 1950 | -    | Нова Зеландія                                   | У: прем'єр-міністр                         | 1999                 | 2008                | 9 років                     | |
| 58    | Вайра Віке-Фрейберга                    |                         | 1937 | -    | Латвія                                          | Д: президент                               | 1999                 | 2007                | 8 років                     | |
| 59    | Тар'я Галонен                           |                         | 1943 | -    | Фінляндія                                       | Д: президент                               | 2000                 | 2012                | 12 років                    | |
| 60    | Глорія Макапагал-Арройо                 |                         | 1947 | -    | Філіппіни                                       | Д: президент                               | 2001                 | 2010                | 9 років                     | |
| 61    | Мегаваті Сукарнопутрі                   |                         | 1947 | -    | Індонезія                                       | Д: президент                               | 2001                 | 2004                | 3 роки                      | |
| 62    | Сільвія Картрайт                        |                         | 1943 | -    | Нова Зеландія                                   | генерал-губернаторка                       | 2001                 | 2006                | 5 років                     | |
| 63    | Айві Дюмон                              |                         | 1930 | -    | Багамські Острови                               | генерал-губернаторка                       | 2001                 | 2005                | 4 роки                      | |
| 64    | Маме Мадіор Боє                         |                         | 1940 | -    | Сенегал                                         | У: прем'єр-міністр                         | 2001                 | 2002                | 1 рік                       | |
| 65    | Наташа Мітіч                            |                         | 1965 | -    | Сербія                                          | Д: в. о. президента                        | 2002                 | 2004                | 2 роки                      | |
| 66    | Чан Сан                                 |                         | 1939 | -    | Південна Корея                                  | У: прем'єр-міністр                         | 2002                 | 2002                | до року                     | |
| 67    | Марія даш Невеш                         |                         |      |      | Сан-Томе і Принсіпі                             | У: прем'єр-міністр                         | 2002                 | 2004                | 2 роки                      | |
| 68    | Моніка Дейкон                           |                         |      |      | Сент-Вінсент і Гренадини                        | в. о. генерал-губернаторки                 | 2002                 | 2002                | до року                     | |
| 69    | Беатріс Меріно                          |                         |      |      | Перу                                            | У: прем'єр-міністр                         | 2003                 | 2003                | до року                     | |
| 70    | Аннелі Яаттеенмякі                      |                         | 1955 | -    | Фінляндія                                       | У: прем'єр-міністр                         | 2003                 | 2003                | до року                     | |
| 71    | Валерія Чаватта                         |                         | 1959 | -    | Сан-Марино                                      | капітан-регентка                           | 2003                 | 2004                | 2 роки (сумарно)            | |
| 71    | Валерія Чаватта                         | 2014                    | 1959 | -    | Сан-Марино                                      | капітан-регентка                           | 2014                 |                     | 2 роки (сумарно)            | |
| 72    | Луїза Діогу                             |                         | 1958 | -    | Мозамбік                                        | У: прем'єр-міністр                         | 2004                 | 2010                | 6 років                     | |
| 73    | Радмила Шекеринська                     |                         | 1972 | -    | Македонія                                       | У: прем'єр-міністр                         | 2004                 | 2004                | до року                     | |
| 74    | Мікаель Жан                             |                         | 1957 | -    | Канада                                          | генерал-губернаторка                       | 2005                 | 2010                | 5 років                     | |
| 75    | Ангела Меркель                          |                         | 1954 | -    | Німеччина                                       | канцлерка                                  | 22.11.2005           | 08.12.2021          | 16 років                    | |
| 76    | Юлія Тимошенко                          |                         | 1960 | -    | Україна                                         | У: прем'єр-міністр                         | 04.02.2005           | 08.09.2005          | 9 місяців (сумарно)         | |
| 76    | Юлія Тимошенко                          | 18.12.2007              | 1960 | -    | Україна                                         | У: прем'єр-міністр                         | 03.03.2010           |                     | 9 місяців (сумарно)         | |
| 77    | Марія до Кармо Сільвейра                |                         | 1961 | -    | Сан-Томе і Принсіпі                             | У: прем'єр-міністр                         | 2005                 | 2006                | 1 рік                       | |
| 78    | Елен Джонсон-Серліф                     |                         | 1936 | -    | Ліберія                                         | Д: президент                               | 16.01.2006           | 22.01.2018          | 2 роки                      | |
| 79    | Мішель Бачелет                          |                         | 1951 | -    | Чилі                                            | Д: президент                               | 11.03.2006           | 11.03.2010          | 8 років (сумарно)           | |
| 79    | Мішель Бачелет                          | 11.03.2014              | 1951 | -    | Чилі                                            | Д: президент                               | 11.03.2018           |                     | 8 років (сумарно)           | |
| 80    | Поршія Сімпсон-Міллер                   |                         | 1945 | -    | Ямайка                                          | У: прем'єр-міністр                         | 2006                 | 2007                | 5 років (сумарно)           | |
| 80    | Поршія Сімпсон-Міллер                   | 05.01.2012              | 1945 | -    | Ямайка                                          | У: прем'єр-міністр                         | 29.02.2016           |                     | 5 років (сумарно)           | |
| 81    | Хан Мун Сук                             |                         |      |      | Південна Корея                                  | У: прем'єр-міністр                         | 2006                 | 2007                | 1 рік                       | |
| 82    | Мішлін Кальмі-Рей                       |                         | 1945 | -    | Швейцарія                                       | федеральна президент                       | 2007                 | 2008                | 1 рік                       | |
| 83    | Пратібха Патіл                          |                         | 1934 | -    | Індія                                           | Д: президент                               | 2007                 | 2012                | 5 років                     | 12-та на посаді (перша жінка). |
| 84    | Крістіна Фернандес де Кіршнер           |                         | 1953 | -    | Аргентина                                       | Д: президент                               | 10 грудня 2007       | 10 грудня 2015      | 8 років                     | Посилила покарання за сексуальні злочини, жорстко криміналізувала феміцид; жіночі музеї.                                             |
| 85    | Дама Луїза Лейк-Тек                     |                         | 1944 | -    | Антигуа і Барбуда                               | Д: генерал-губернаторка                    | 17 липня 2007        | 13 серпня 2014      | бл. 7 років                 | Перша жінка на посаді, посідала її третьою з чотирьох осіб. Дама Великого Хреста.                                                    |
| 86    | Зінаїда Гречана                         |                         | 1956 | -    | Молдова                                         | У: прем'єр-міністр                         | 21 березня 2008      | 14 вересня 2009     | бл. 1,5 року                | Неодноразово балотувалась на президентський пост, бойкотована опозицією                                                              |
| 87    | Мішель П'єр-Луї                         |                         | 1947 | -    | Гаїті                                           | У: прем'єр-міністр                         | 05 вересня 2008      | 11 листопада 2009   | бл. 11 місяців              | Друга жінка на посту |
| 88    | Квентін Луїза Брайс                     |                         | 1942 | -    | Австралія                                       | У: генерал-губернаторка                    | 05 вересня 2008      | 28 березня 2014     | бл. 6 років                 | |
| 89    | Антонелла Мулароні                      |                         | 1961 | -    | Сан-Марино                                      | У: глава уряду                             | 2008                 | 2012                |                             | |
| 89    | Антонелла Мулароні                      | Д+У: капітан-регентка   | 1961 | -    | Сан-Марино                                      | 01 квітня 2013                             | 01 жовтня 2013       |                     |                             | |
| 90    | Йоганна Сігурдардоттір                  |                         | 1942 | -    | Ісландія                                        | У: прем'єр-міністр                         | 01 лютого 2009       | 23 травня 2013      | 4 роки                      | |
| 91    | Ядранка Косор                           |                         | 1953 | -    | Хорватія                                        | У: прем'єр-міністр                         | 06 липня 2009        | 23 грудня 2011      | 2 роки 10 місяців           | |
| 92    | Даля Грібаускайте                       |                         | 1956 | -    | Литва                                           | Д: президент                               | 12 липня 2009        | 12 липня 2019       | 10 років                    | |
| 93    | Доріс Лойтгард                          |                         | 1963 | -    | Швейцарія                                       | віце-президент                             | 01 січня 2009        | 31 грудня 2009      | 4 роки (сумарно)            | |
| 93    | Доріс Лойтгард                          | 01 січня 2016           | 1963 | -    | Швейцарія                                       | віце-президент                             | 01 січня 2017        |                     | 4 роки (сумарно)            | |
| 93    | Доріс Лойтгард                          | федеральна президент    | 1963 | -    | Швейцарія                                       | 01 січня 2010                              | 31 грудня 2010       |                     | 4 роки (сумарно)            | |
| 93    | Доріс Лойтгард                          | федеральна президент    | 1963 | -    | Швейцарія                                       | 01 січня 2017                              | 31 грудня 2017       |                     | 4 роки (сумарно)            | |
| 94    | Роза Отунбаєва                          |                         | 1950 | -    | Киргизстан                                      | глава Тимчасового уряду і президент        | 19 травня 2010       | 01 грудня 2011      | 6 місяців                   | |
| 95    | Лаура Чинчилья                          |                         | 1959 | -    | Коста-Ріка                                      | Д: президент                               | 08 травня 2010       | 08 травня 2014      | 3 роки                      | |
| 96    | Івета Радічова                          |                         | 1956 | -    | Словаччина                                      | У: прем'єр-міністр                         | 08 серпня 2010       | 04 квітня 2012      | 2 роки                      | |
| 97    | Джулія Гіллард                          |                         | 1961 | -    | Австралія                                       | У: прем'єр-міністр                         | 24 червня 2010       | 27 липня 2013       | 3 роки                      | |
| 98    | Ділма Русеф                             |                         | 1947 | -    | Бразилія                                        | Д: президент                               | 01 січня 2011        | 31 серпня 2016      | 6,5 років                   | |
| 99    | Марія Луїза Берті                       |                         | 1971 | -    | Сан-Марино                                      | Д+У: капітан-регентка                      | 01 квітня 2011       | 01 жовтня 2011      | 7 місяців                   | |
| 100   | Атіфете Ях'яга                          |                         | 1975 | -    | Республіка Косово                               | Д: президент                               | 07 квітня 2011       | 07 квітня 2016      | 5 років                     | |
| 101   | Гелле Торнінг-Шмітт                     |                         | 1966 | -    | Данія                                           | У: прем'єр-міністр                         | 03 жовтня 2011       | 28 червня 2015      | 4 роки                      | |
| 102   | Їнглак Чинават                          |                         | 1967 | -    | Таїланд                                         | У: прем'єр-міністр                         | 05 серпня 2011       | 07 травня 2014      | 3 роки                      | |
| 103   | Евелін Відмер-Шлумпф                    |                         | 1956 | -    | Швейцарія                                       | віце-президент                             | 01 січня 2011        | 31 грудня 2011      | 2 роки (сумарно)            | |
| 103   | Евелін Відмер-Шлумпф                    | федеральна президент    | 1956 | -    | Швейцарія                                       | 01 січня 2012                              | 31 грудня 2012       |                     | 2 роки (сумарно)            | |
| 104   | Джойс Банда                             |                         | 1950 | -    | Малаві                                          | Д: президент                               | 07 квітня 2012       | 31 травня 2014      | 2 роки                      | |
| 105   | Пак Кин Хє                              |                         | 1952 | -    | Республіка Корея                                | Д: президент                               | 25 лютого 2013       | 09 грудня 2016      | 4 роки                      | |
| 106   | Аленка Братушек                         |                         | 1970 | -    | Словенія                                        | У: прем'єр-міністр                         | 23 лютого 2013       | 18 вересня 2014     | 1 рік                       | |
| 107   | Анна Марія Муччолі                      |                         | 1964 | -    | Сан-Марино                                      | Д+У: капітан-регентка                      | 01 жовтня 2013       | 01 квітня 2014      | 1 рік 7 місяців             | |
| 108   | Тетяна Туранська                        |                         | 1972 | -    | Придністровська Молдавська Республіка           | У: голова Уряду                            | 20 липня 2013        | 2 грудня 2015 року  | 2 роки 4 місяці             | |
| 109   | Амінату Туре                            |                         | 1962 | -    | Сенегал                                         | У: прем'єр-міністр                         | 2013                 | 2014                | 1 рік                       | |
| 110   | Ерна Сульберг                           |                         | 1961 | -    | Норвегія                                        | державна міністр                           | 16 жовтня 2013       | 2021                | 7 років                     | |
| 111   | Сімонетта Соммаруга                     |                         | 1960 | -    | Швейцарія                                       | віце-президент                             | 01 січня 2014        | 31 грудня 2014      | 4 роки (сумарно)            | |
| 111   | Сімонетта Соммаруга                     | 01 січня 2019           | 1960 | -    | Швейцарія                                       | віце-президент                             | 31 грудня 2019       |                     | 4 роки (сумарно)            | |
| 111   | Сімонетта Соммаруга                     | федеральна президент    | 1960 | -    | Швейцарія                                       | 01 січня 2015                              | 31 грудня 2015       |                     | 4 роки (сумарно)            | |
| 111   | Сімонетта Соммаруга                     | федеральна президент    | 1960 | -    | Швейцарія                                       | 01 січня 2020                              | 31 грудня 2020       |                     | 4 роки (сумарно)            | |
| 112   | Катрін Самба-Панза                      |                         | 1954 | -    | Центральноафриканська Республіка                | Д: президент                               | 20 січня 2014        | 30.03.2016          | 2 роки                      | |
| 113   | Лаймдота Страуюма                       |                         | 1951 | -    | Латвія                                          | У: прем'єр-міністр                         | 22 січня 2014        | 07.12.2015          | 2 роки                      | |
| 114   | Марі-Луїз Колейро Прека                 |                         | 1958 | -    | Мальта                                          | Д: президент                               | 4 квітня 2014        | 4 квітня 2019       | 5 років                     | |
| 115   | Маргеріт Піндлінг                       |                         | 1932 | -    | Багамські острови                               | генерал-губернаторка                       | 8 липня 2014         | 28 червня 2019      | 4 роки 11 місяців           | |
| 116   | Ева Копач                               |                         | 1956 | -    | Польща                                          | У: прем'єр-міністр                         | 22 вересня 2014      | 16 листопада 2015   | 1 рік                       | |
| 117   | Флоренс Дюперваль Джилом                |                         |      |      | Гаїті                                           | У: прем'єр-міністр                         | 18 грудня 2014       | 23 березня 2015     | 2 місяці                    | |
| 118   | Колінда Грабар-Кітарович                |                         | 1968 | -    | Хорватія                                        | Д: президент                               | 15 лютого 2015       | 2020                | 5 років                     | |
| 119   | Саара Куугонгельва-Амадхіла             |                         | 1967 | -    | Намібія                                         | У: прем'єр-міністр                         | 21 березня 2015      | нині                |                             | |
| 120   | Аміна Гуріб-Факім                       |                         | 1959 | -    | Маврикій                                        | Д: президент                               | 05 червня 2015       | 23 березня 2018     | 2 роки 10 місяців           | |
| 121   | Керсті Кальюлайд                        |                         | 1969 | -    | Естонія                                         | Д: президент                               | 3 жовтня 2016        | 11 жовтня 2021      | 5 років                     | |
| 122   | Джасінда Ардерн                         |                         | 1980 | -    | Нова Зеландія                                   | У: прем'єр-міністр                         | 26 жовтня 2016       | 25 січня 2023       | 6 років                     | |
| 123   | Ана Брнабич                             |                         | 1975 | -    | Сербія                                          | У: прем'єр-міністр                         | 29 липня 2017        | нині                |                             | |
| 124   | Халіма Якоб                             |                         | 1954 | -    | Сингапур                                        | Д: президент                               | 14 вересня 2017      | 13 вересня 2023     | 6 років                     | |
| 125   | Жулі Пайєтт                             |                         | 1963 | -    | Канада                                          | генерал-губернаторка                       | 02 жовтня 2017       | 21 січня 2021       | 3 роки                      | |
| 126   | Катрін Якобсдоттір                      |                         | 1976 | -    | Ісландія                                        | У: прем'єр-міністр                         | 30 листопада 2017    | нині                |                             | |
| 127   | Сандра Мейсон                           |                         | 1949 | -    | Барбадос                                        | генерал-губернаторка                       | 08 січня 2018        | 30 листопада 2021   | 2 роки 10 місяців           | |
| 127   | Сандра Мейсон                           | президент               | 1949 | -    | Барбадос                                        | 30 листопада 2021                          | нині                 |                     |                             | |
| 128   | Віоріка Денчіле                         |                         | 1963 | -    | Румунія                                         | У: голова Ради Міністрів                   | 17 січня 2018        | 4 листопада 2019    | 2 роки 10 місяців           | |
| 129   | Пола-Мей Вікс                           |                         | 1958 | -    | Тринідад і Тобаго                               | Д: президент                               | 19 березня 2018      | 20 березня 2023     | 7 років, 5 днів             | |
| 130   | Міа Моттлі                              |                         | 1965 | -    | Барбадос                                        | У: прем'єр-міністр                         | 26 травня 2018       | нині                | 6 років, 9 місяців, 26 днів | |
| 131   | Віола Амгерд                            |                         | 1962 | -    | Швейцарія                                       | Д: член Федеральної ради                   | 01 січня 2019        | нині                |                             | |
| 131   | Віола Амгерд                            | Д: федеральна президент | 1962 | -    | Швейцарія                                       | 01 січня 2024                              | нині                 |                     |                             | |
| 132   | Карін Келлер-Зуттер                     |                         | 1963 | -    | Швейцарія                                       | Д: член Федеральної ради                   | 1 січня 2019         | нині                |                             | |
| 132   | Карін Келлер-Зуттер                     | віцепрезидент           | 1963 | -    | Швейцарія                                       | 1 січня 2023                               | нині                 |                     |                             | |
| 133   | Зузана Чапутова                         |                         | 1973 | -    | Словаччина                                      | Д: президент (виборна)                     | 15 червня 2019       | нині                |                             | |
| 134   | Санна Марін                             |                         | 1985 | -    | Фінляндія                                       | У: прем'єр-міністр (виборна)               | 10 грудня 2019 року  | 20 червня 2023 року | 3 роки                      | Наймолодша прем'єрка у світі |
| 135   | Катерина Сакелларопулу                  |                         | 1956 | -    | Греція                                          | Д: президент (виборна)                     | 13 березня 2020 року | нині                |                             | |
| 136   | Мая Санду                               |                         | 1972 | -    | Молдова                                         | Д: президент (виборна)                     | 24 грудня 2020       | нині                |                             | |
| 137   | Камала Гарріс                           |                         | 1964 | -    | США                                             | У: віцепрезидент (виборна)                 | 20 січня 2021        | нині                |                             | |
| 138   | Кая Каллас                              |                         | 1977 | -    | Естонія                                         | У: прем'єрка                               | 26 січня 2021        | 14 липня 2022       | 1 рік 5 місяців             | |
| 139   | Самія Сулуху                            |                         | 1960 | -    | Танзанія                                        | Д: президент                               | 19 березня 2021      | нині                |                             | |
| 140   | Вйоса Османі                            |                         | 1982 | -    | Косово                                          | президент                                  | 4 квітня 2021        | нині                |                             | |
| 141   | Наомі Матаафа                           |                         | 1957 | -    | Самоа                                           | прем'єр-міністр                            | 24 травня 2021       | нині                |                             | |
| 142   | Робіна Наббанджа                        |                         | 1969 | -    | Уганда                                          | прем'єр-міністр                            | 14 червня 2021       | нині                |                             | |
| 143   | Наталія Гаврилиця                       |                         | 1977 | -    | Молдова                                         | прем'єр-міністр                            | 6 серпня 2021        | 16 лютого 2023      | 1,5 року                    | |
| 144   | Нажла Буден                             |                         | 1958 | -    | Туніс                                           | прем'єр-міністр                            | 11 жовтня 2021       | нині                |                             | |
| 145   | Сандра Мейсон                           |                         | 1949 | -    | Барбадос                                        | президент                                  | 30 листопада 2021    | нині                |                             | |
| 146   | Магдалена Андерссон                     |                         | 1967 | -    | Швеція                                          | прем'єр-міністр                            | 30 листопада 2021    | 18 жовтня 2022      | 322 дні                     | |
| 147   | Сіомара Кастро                          |                         | 1959 | -    | Гондурас                                        | президент                                  | 27 січня 2022        | нині                |                             | |
| 148   | Каталін Новак                           |                         | 1977 | -    | Угорщина                                        | президент                                  | 10 травня 2022       | 26 лютого 2024      | 1 рік і 9 місяців           | |
| 149   | Елізабет Борн                           |                         | 1961 | -    | Франція                                         | прем'єр-міністр                            | 16 травня 2022       | 8 січня 2024        | 1 рік і 8 місяців           | |
| 150   | Драупаді Мурму                          |                         | 1958 | -    | Індія                                           | президент                                  | 25 липня 2022        | нині                |                             | |
| 151   | Ліз Трасс                               |                         | 1975 | -    | Велика Британія                                 | прем'єр-міністр                            | 6 вересня 2022       | 25 жовтня 2022      | 49 днів                     | |
| 152   | Джорджа Мелоні                          |                         | 1977 | -    | Італія                                          | прем'єр-міністр                            | 22 жовтня 2022       | нині                |                             | |
| 153   | Бетсі Чавес                             |                         | 1989 | -    | Перу                                            | прем'єр-міністр                            | 26 листопада 2022    | 7 грудня 2022       | 11 днів                     | |
| 154   | Діна Болуарте                           |                         | 1962 | -    | Перу                                            | президент                                  | 7 грудня 2022        | нині                |                             | |
| 155   | Наташа Пірц Мусар                       |                         | 1968 | -    | Словенія                                        | президент                                  | 22 грудня 2022       | нині                |                             | |
| 156   | Боряна Кришто                           |                         | 1961 | -    | Боснія і Герцеговина                            | Голова Ради міністрів Боснії і Герцеговини | 25 січня 2023        | нині                |                             | |